# Can Soler de Raset
Can Soler de Raset és un mas al terme municipal de Pontons (Alt Penedès) inclòs a l'Inventari del Patrimoni Arquitectònic de Catalunya. A la part immediata de la masia de Can Soler, a la Plana Matania, hi ha una construcció rudimentària i de petites dimensions (2,5 metres d'amplada per dos metres de fondària) amb sostre amb volta de canó, són les restes d'un molí que funcionava amb l'aigua d'una font o deu. Al carrer encara hi queden les dues pedres de la mola, prop de la petita edificació hi havia un modern trull.